# 푸아드 체하브 스타디움
푸아드 체합 경기장(아랍어: ملعب فؤاد شهاب, 영어: Fouad Chehab Stadium)은 레바논 주니에에 있는 다목적 경기장이다. 현재는 주로 라싱 베이루트과 라싱 주니에의 홈구장으로 사용된다.